# Society for Cardiothoracic Surgery in Great Britain and Ireland

Logo der Society for Cardiothoracic Surgery in Great Britain and Ireland

Die Society for Cardiothoracic Surgery in Great Britain and Ireland (SCTS) ist eine medizinische Fachgesellschaft für Herz-Thorax-Chirurgie in Großbritannien und Irland.

## Geschichte
Die Organisation wurde 1934 gegründet und widmete sich vordergründig der Thoraxchirurgie, die zu dieser Zeit vor allem zur Behandlung der Tuberkulose diente. Die Einführung der Herzchirurgie in das Spektrum der in der SCTS zusammengeschlossenen Ärzte erfolgte nach dem Ende des Zweiten Weltkrieges unter Federführung von Thomas Holmes-Sellors und Russell Brock, der ein Pionier unter anderem bei der operativen Behandlung der Fallot-Tetralogie war.

## Organisation
Die Organisation versteht sich als selbstfinanzierte Interessenvertretung aller Herz-Thorax-Chirurgen in Großbritannien und Irland. Vor allem in den letzten Jahren wurden auch Einflüsse von nichtärztlichen Interessengruppen aus dem Kreis der Patienten und der Krankenpflege aufgenommen.

## Jährlicher Kongress
Seit 2005 richtet die Organisation jährlich das „SCTS Annual Meeting and Cardiothoracic Forum“, einen Kongress für Herz-Thorax-Chirurgen, aus. Die Teilnehmer stammen dabei größtenteils aus den von der SCTS abgedeckten Ländern, in den letzten Jahren nahm aber auch die Zahl der internationalen Kongressbesucher zu. Der letzte Jahreskongress fand im März 2013 in Brighton statt.